# Kværner Station
Kværner Station (Kværner stasjon) var en jernbanestation på Gjøvikbanen, der lå i kvarteret Kværner i det østlige Oslo. Stationen, der blev oprettet 4. december 1958 og nedlagt 26. september 1977, lå mellem Østbanestasjonen og Tøyen Station. Udover Gjøvikbanen betjente den også godsbanen Loenga-Alnabrulinjen. Stationen havde en lille stationsbygning, der blev solgt til veteranbanen Urskog-Hølandsbanen og i 1973 flyttet til Bingsfoss Station, hvor den blandt andet har fungeret som billetsalg og kiosk.
Kværner Station blev oprettet i forbindelse med etableringen af dobbeltspor på Gjøvikbanen. Den havde status som togstop, hvilket betød at den var betjent for ekspedition af tog men ikke for passagerer eller gods. Fra 1963 blev stationen fjernstyret fra kommandoposten på Østbanestasjonen.

## Ny Kværner Station
Miljøbyen Gamle Oslo (et nu nedlagt samarbejdsprojekt mellem staten og bydelen Gamle Oslo) gik i 2000 ind for at etablere en ny jernbanestation i Kværner: "Etablering af en ny station for lokaltog (…) ved Kværner/Enebakkveien, sådan at boliger og arbejdspladser i Kværner-området og på Arnljot Gellines vei kan få kollektiv trafik af høj standard."
Forslaget om en station i Kværner blev enstemmigt vedtaget af bydelsudvalget Gamle Oslo i 2005. I 2008 foreslog bydelens ti vel- og interesseforeninger som del af sit arbejde med en trafikplan at anlægge en station i Kværner i tilknytning til passagen under banen mellem Kværnerbyen og Enebakkveien. Senere er der blev etableret en gangbro mellem Arnljot Gellines vei i Nygårdskollen og Arnljot Gellines vei i Etterstad, der dermed kunne blive et alternativt sted for en station.
Der ligger flere jernbanespor i Kværner. Nederst ved Kværnerbyen ligger godsbanen Loenga-Alnabrulinjen, og ovenfor ligger Hovedbanen, Gjøvikbanen og Gardermobanen. I forbindelse med etableringen af Follobanen skal der gøres klar til en afgrening fra Follobanen til Alnabruterminalen med henblik på en fremtidig godsforbindelse til Bryn. Hvis den såkaldte Bryndiagonalen bliver anlagt, vil godstrafikken forsvinde helt eller delvist fra Loenga-Alnabrulinjen. Det vil i så fald give mulighed for persontrafik på godsbanen.

### Potentielt knudepunkt
Trafikselskabet Ruter har flere gange foreslået, at den nuværende linje 32, der betjener Kværnerbyen, nedlægges i øst. I stedet vil Kværnerbyen kunne betjenes af de gennemgående buslinjer, der alligevel passerer området. Det vil give en bedre og mere passende dækning med kollektiv trafik.
Ruters forgænger Oslo Sporveier har tidligere foreslået en busforbindelse via Dalehaugen – Enebakkveien forbi Kværnerbyen. Forslaget blev blandt andet luftet i forbindelse med diskussionen om etableringen af den i 2001 åbnede Galgebergforbindelsen. En sådan linje vil kunne betjene Kværnerbyen og en eventuel ny Kværner Station fra nord.
I 2005 vedtog Gamle Oslos bydelsudvalg enstemmigt, at der skulle etableres kollektiv trafik på tværs af Lodalen mellem Galgeberg og Ekebergskrenten. Konceptet blev videreført af Gamle Oslos ti vel- og interesseforeninger i 2008. Tværforbindelsen vil betjene Kværnerbyen og en eventuel ny Kværner Station fra vest.
Derimod bliver det næppe aktuelt med sporvogne. Undersøgelser viser at det vil blive dyrt at anlægge sporvej til Kværnerbyen set i forhold til passagergrundlaget.  Det er med til at gøre en jernbanestation i Kværner mere relevant som alternativ.